# سي بي إم (مسلسل)
سي بي ام (CBM)هو عنوان برنامج تلفزيوني فكاهي سياسي بث على محطة ام بي سي 1 الفضائية

## الممثلين المشاركين
شارك في التمثيل في المسلسل نخبة من الممثلين العرب من الشام والخليج العربي ومن مصر، وفي كل حلقة يستضاف إعلامي أو فنان عربي ليشارك في الحلقة مثل محمود سعد، وائل كفوري وغيرهم .
وهذه أسماء بعض الممثلين الرئيسين المتكررين الظهور في المسلسل:
- شكران مرتجى
- ميس حمدان
- فايز المالكي
- طارق جلال
- حسن عسيري
- وسام صباغ
- حامد مرزوق
- محمد العيسى
- طارق تميم